# Caralluma arachnoidea
Caralluma arachnoidea är en oleanderväxtart som först beskrevs av Bally, och fick sitt nu gällande namn av Michael George Gilbert. Caralluma arachnoidea ingår i släktet Caralluma och familjen oleanderväxter. Utöver nominatformen finns också underarten C. a. breviloba.